# نهر سابين
نهر سابين هو نهر في ولايتي تكساس ولويزيانا الجنوبية في الولايات المتحدة من خط العرض 32 شمالًا وأسفل مجرى النهر يعمل كجزء من الحدود بين الولايتين ويصب في بحيرة سابين وهو مصب نهر من خليج المكسيك.
خلال النصف الأول من القرن التاسع عشر شكل النهر جزءًا من الحدود الدولية الإسبانية - الأمريكية والمكسيكية - الأمريكية والتكسانية - الأمريكية. تتدفق الروافد العليا للنهر عبر بلد البراري في شمال شرق تكساس. على طول روافده المنخفضة يتدفق عبر غابات الصنوبر على طول حدود تكساس ولويزيانا وفي نهاية المطاف بلد بايو بالقرب من ساحل الخليج.
يستنزف النهر مساحة 9,756 ميل مربع (25,270 كـم2) منها 7,426 ميل مربع (19,230 كـم2) في ولاية تكساس و 2,330 ميل مربع (6,000 كـم2) في لويزيانا. يتدفق عبر منطقة هطول الأمطار الغزيرة ويصرف أكبر حجم من أي نهر في ولاية تكساس. يأتي اسم سابين من الكلمة الإسبانية للسرو في إشارة إلى النمو الواسع لأشجار السرو الأصلع على طول النهر السفلي. يتدفق النهر عبر منطقة مهمة منتجة للبترول، والنهر السفلي بالقرب من الخليج هو من بين أكثر المناطق الصناعية في جنوب شرق الولايات المتحدة. غالبًا ما كان يوصف النهر بأنه الخط الفاصل بين الجنوب القديم والجنوب الغربي الجديد.